# The Painted Flapper

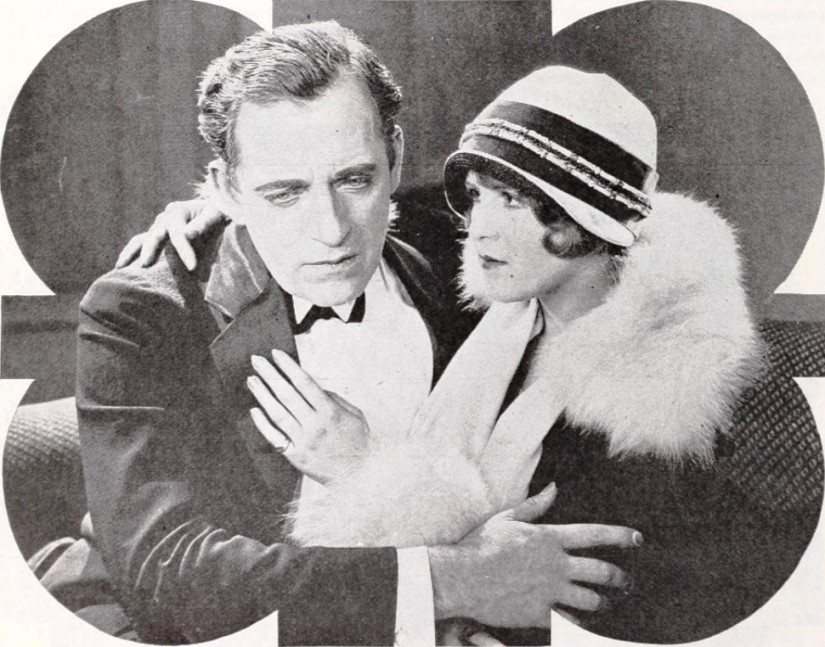
Extrait du film The Painted Flapper (1924)

The Painted Flapper est un film muet américain réalisé par John Gorman et sorti en 1924.

## Fiche technique
- Réalisation : John Gorman
- Scénario : Alan Pearl, d'après son histoire
- Chef-opérateur : André Barlatier
- Production : I.E. Chadwick
- Date de sortie :
  - États-Unis : 15 octobre 1924

## Distribution
- James Kirkwood, Sr. : Richard Whitney
- Pauline Garon: Arline Whitney
- Crauford Kent : Egbert Von Alyn
- Kathlyn Williams : Isabel Whitney
- Claire Adams : Eunice Whitney
- Hallam Cooley : Danny Lawrence
- John Harron : Jimmy Arnold
- Bud Geary : Lester Howe
- Anita Simons : Lucy May
- Alan Roscoe : Lord Raynesford
- Carlton Griffin : Lord Coventry
- Pauline French : Leita Stokes
- Grace Darmond